# Експериментално позориште
Експериментално позориште (познато и као авангардно позориште у неким контекстима) је широк појам који обухвата различите позоришне праксе и представе које одступају од традиционалних позоришних конвенција и истражују нове форме, садржаје, начине извођења, употребу сценског простора и однос са публиком. Циљ експерименталног позоришта често није само да исприча причу на конвенционалан начин, већ да преиспита саме темеље позоришне уметности, да провоцира, истражује и отвара нове перспективе.

## Дефиниција и основне карактеристике
Експериментално позориште карактерише тежња ка иновацији и одбацивању или трансформацији устаљених норми у погледу:
- Драматургије и наратива: Често се напушта традиционална драмска радња са јасним почетком, средином и крајем. Нагласак може бити на фрагментарности, нелинеарности, апсурду, или се текст користи на неконвенционалан начин (нпр. као звучни материјал).[2]
- Глуме и извођачког стила: Истражују се нови приступи глуми, који могу укључивати физички театар, рад са гласом на неконвенционалан начин, импровизацију, или одбацивање психолошког реализма у корист стилизоване или ритуализоване игре.
- Сценског простора: Представе се не морају одвијати на традиционалној сцени "кутији". Користе се алтернативни простори (site-specific театар), имерзивни простори где се публика креће или учествује, или се традиционални сценски простор преобликује на нов начин.
- Односа са публиком: Експериментално позориште често тежи да промени пасивну улогу гледаоца, укључујући га директно у извођење, рушећи "четврти зид" или провоцирајући интеракцију.
- Употребе технологије и мултимедије: Интеграција видеа, дигиталне уметности, звучних инсталација и других технолошких елемената.
- Тема и садржаја: Често се бави друштвено ангажованим темама, критиком постојећих норми, истраживањем маргинализованих перспектива, или филозофским и егзистенцијалним питањима.

## Историјски корени и развој
Корени експерименталног позоришта леже у авангардним покретима с почетка XX века, као што су футуризам, дадаизам, надреализам и руски конструктивизам (нпр. рад Всеволода Мејерхољда и његова биомеханика). Ови покрети су доводили у питање традиционалну уметност и трагали за новим изражајним средствима.
Значајан подстицај експерименталном позоришту дали су теоретичари и практичари попут Антонена Артоа са својим концептом "позоришта суровости".
Након Другог светског рата, експериментално позориште доживљава нови процват:
- Театар апсурда (1950-е и 1960-е): Драматурзи попут Семјуела Бекета (Чекајући Годоа), Ежена Јонеска (Ћелава певачица) и Харолда Пинтера истражују теме отуђења, бесмисла и немогућности комуникације.
- Јержи Гротовски и његово "сиромашно позориште": Фокус на суштинском односу глумца и гледаоца, уз редукцију свих "сувишних" позоришних елемената.[4]
- Ливинг театар (The Living Theatre): Познат по својим радикалним, политички ангажованим и често партиципативним представама.
- Питер Брук: Редитељ који је константно истраживао нове позоришне форме, од "Међународног центра за позоришна истраживања" до рада са различитим културама.
- Роберт Вилсон: Познат по својим визуелно раскошним, спорим и често нелинеарним представама.
- Перформанс арт: Утицао на позориште брисањем граница између ликовних и извођачких уметности.
- Каснији развој укључује постдрамско позориште, које наглашава извођачки догађај и искуство публике уместо традиционалне драмске приче.

## Приступи и технике
Експериментално позориште користи широк дијапазон приступа и техника:
- Девајзд театар (створено позориште): Представе које настају кроз колаборативни процес глумаца и редитеља, често без унапред написаног текста.
- Физичко позориште: Нагласак на телу глумца, покрету и физичкој експресији као примарном извору значења.
- Сајт-специфик позориште: Представе креиране за и извођене у не-позоришним просторима (фабрике, улице, природни амбијенти).
- Имерзивно позориште: Публика је уроњена у свет представе, често са могућношћу кретања кроз простор и интеракције.
- Мултимедијално позориште: Коришћење видеа, пројекција, дигиталне технологије и других медија као интегралног дела представе.
- Деконструкција текста: Приступ класичним или савременим текстовима на начин који преиспитује њихова устаљена значења и форме.

## Значај и утицај
Иако често намењено мањој, специфичној публици, експериментално позориште има значајан утицај на развој позоришне уметности у целини. Оно:
- Помера границе позоришног израза и истражује нове могућности.
- Утиче на мејнстрим позориште, које временом усваја неке од иновација насталих у експерименталном окружењу.
- Пружа простор за алтернативне гласове и перспективе које можда нису заступљене у комерцијалном позоришту.
- Подстиче критичко размишљање код публике.

## Експериментално позориште у Србији (кратак осврт)
Србија има дугу традицију отворености ка новим позоришним тенденцијама, пре свега захваљујући фестивалу БИТЕФ (Београдски интернационални театарски фестивал), који од свог оснивања 1967. године континуирано представља најновија светска достигнућа у области експерименталног и авангардног позоришта.
Поред БИТЕФ-а, постојале су и постоје бројне независне позоришне трупе, редитељи и простори који негују експериментални израз. Дах театар – Центар за позоришна истраживања из Београда, основан 1991. године, један је од најзначајнијих представника истраживачког и ангажованог позоришта у Србији и региону. Такође, институције попут Студентског културног центра (СКЦ) у Београду историјски су биле важне платформе за алтернативне позоришне праксе.